# Sutra del Loto: XXI capitolo
Allora le miriadi di migliaia di bodhisattva emersi dalla Terra giunsero le mani e dichiararono al Buddha Śākyamuni che quando lui giungerà al parinirvāṇa, la pace completa, loro si prodigheranno a conservare e a predicare per ogni dove la Dottrina del sutra , loro lo insegneranno e ne diffonderanno i testi messi per iscritto.
Altrettanto fecero i membri dell'assemblea, tutti, i bodhisattva del mondo di sahā guidati da Mañjuśrī, ma anche nāga, yakṣa, gandharva, asura, garuḍa, kiṃnara, mahoraga, uomini e non uomini, bhikṣu e bhikṣuṇī, upāsaka e upāsikā, numerosi come granelli di sabbia, confermarono allo Śākyamuni la loro intenzione di far sì che nel futuro gli uomini piantino radici del bene, proclamando la Dottrina del Sutra del Loto.
Lo Śākyamuni si rivolse quindi al bodhisattva mahasattva Viśiṣṭacāritra approvando così la loro determinazione e affermando che essi furono portati alla maturità spirituale proprio allo scopo di diffondere questo sutra.
A questo punto il Buddha Śākyamuni si risolse a mostrare i suoi poteri sovrannaturali estendendo la sua lingua in alto fino al cielo di Brahma ed emettendo diverse tonalità di colori da ogni poro del suo corpo e illuminando in questo modo l'universo in ogni direzione.
Altrettanto fecero gli altri buddha assisi sui troni di leone; mentre tutti i buddha manifestavano i loro poteri trascorsero centomila anni, dopodiché ritrassero la lingua, tossirono e fecero schioccare le dita all'unisono. Allora tutti gli esseri di tutti gli infiniti mondi scorsero il Buddha Śākyamuni assiso sul trono di leone accanto al Buddha Prabhūtaratna (Molti Gioielli) nello stūpa composto dai sette tesori nel mondo di sahā, quindi gli esseri celesti gridarono con voci maestose:
Quindi tutti gli esseri di tutti gli infiniti mondi salutarono il Buddha Śākyamuni lanciando nel mondo di sahā infiniti oggetti preziosi che formarono una tenda preziosa che ricoprì tutto l'universo collegandone i mondi in un'unica terra del buddha.
Allora lo Śākyamuni si rivolse al bodhisattva mahasattva Viśiṣṭacāritra sostenendo che i meriti del Sutra del Loto sono infiniti e che esso contiene tutti i segreti tesori, tutte le profonde questioni che in questo sutra sono definitivamente chiarite e spiegate. Per questa ragione, spiega lo Śākyamuni a Viśiṣṭacāritra, una volta che lui, il Buddha, si è estinto, il Sutra del Loto va accettato, predicato, letto, sostenuto, trascritto e praticato. E i luoghi dove avviene ciò devono essere considerati alla stregua di uno stūpa, di un santuario, in quanto sono luoghi in cui risiede il seggio del risveglio dei buddha, dove questi hanno raggiunto la suprema illuminazione, dove essi hanno predicato il Dharma, dove essi hanno conseguito l'estinzione definitiva.